# Franklin Leonard Pope

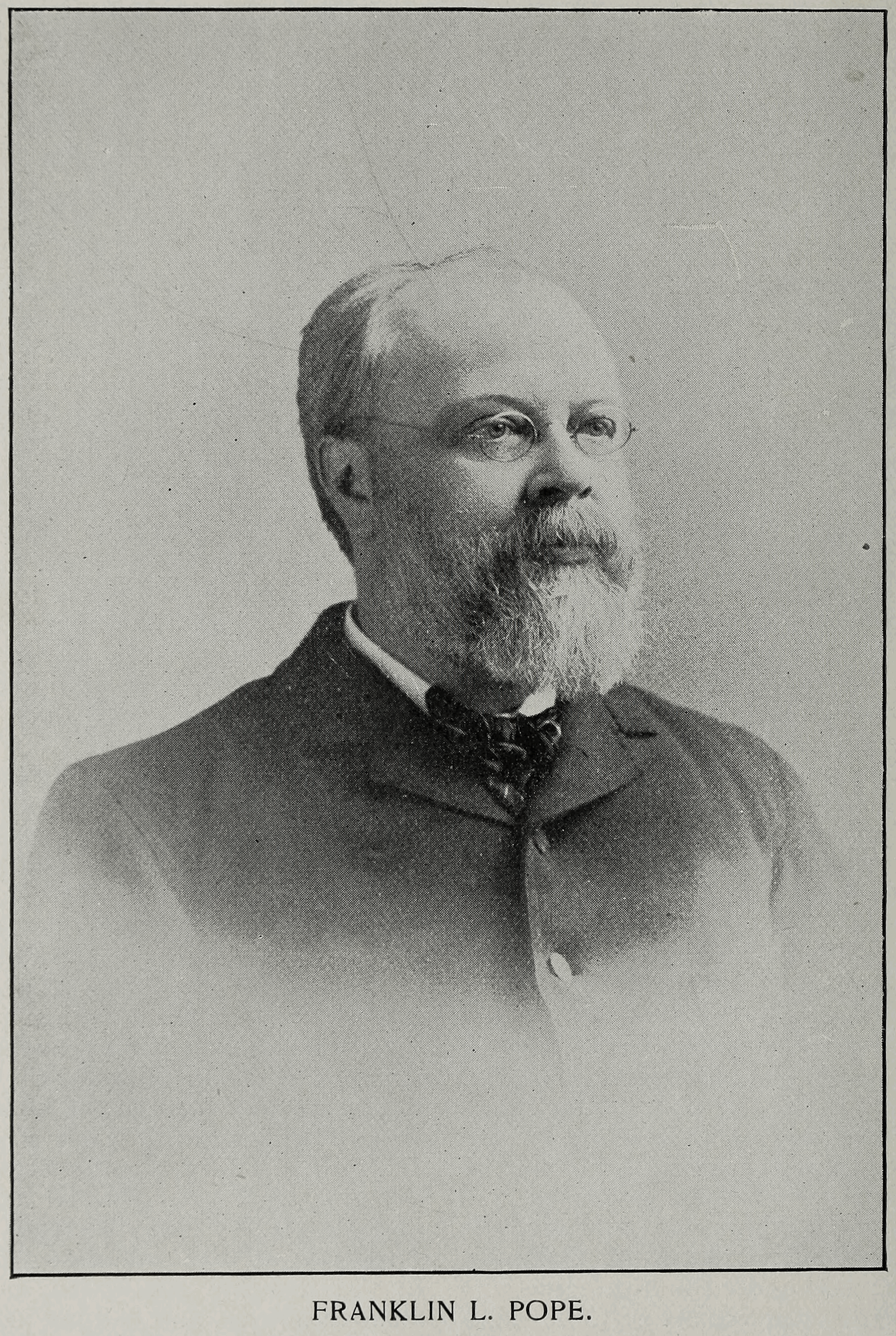
Franklin Leonard Pope

Franklin Leonard Pope (* 2. Dezember 1840 in Great Barrington, Massachusetts; † 13. Oktober 1895 ebenda) war ein US-amerikanischer Elektroingenieur, Erfinder und Fachautor.
Pope war ein renommierter Mann in der Gründerzeit der Elektrobranche der USA. Er war zeitweise mit Thomas Alva Edison befreundet und gilt als Mentor und Wegbereiter für Edisons späteren Aufstieg als Erfinder-Unternehmer. Pope und Edison sollen die ersten Personen gewesen sein, die die Berufsbezeichnung Electrical Engineer (Elektroingenieur) führten. Ein heute als unhaltbar beurteilter Fachartikel von Franklin Pope ist Mitursache des Entstehens der Göbel-Legende.

## Berufliche Laufbahn
Pope übernahm 1860 im Alter von 20 Jahren eine Position als Zeichner bei The Scientific American. Die Zeitschrift berichtete umfangreich über neu ausgestellte Patente, was Pope den Erwerb von Kenntnissen über Patente und das Patentrecht ermöglichte.
1862 wechselte er in eine Position als Telegrafenbediener. In Bürgerkriegsunruhen bewies er besonderes Geschick bei der Wiederherstellung der zerstörten Telegrafenleitung von New York nach Boston. Sein zeichnerisches Können und das genaue Anfertigen von Zeichnungen der technischen Einrichtung waren dafür die Grundlage. Elektrische Schaltpläne waren damals nicht üblich; Popes Darstellungskunst war ein Äquivalent dafür. Der Erfolg begründete sein Ansehen in der Branche.
1864 beauftragte die Telegrafengesellschaft The Western Union Telegraph Company Pope mit der Leitung eines Erkundungsteams für die Findung einer Trasse zum Bau einer Telegrafenlinie zwischen New Westminster bei Vancouver und dem Yukon als Teil einer geplanten Amerika-Russland-Europa-Linie. Pope fertigte auf dieser Expedition viele Zeichnungen der Flora, Fauna und Geographie der Region an. Der Mount Pope in British Columbia, Kanada, ist nach ihm benannt. Er bestieg diesen für eine bessere Übersicht über die Gegend während der Erkundungsexpedition.
Zurück in New York arbeitete Pope als eine Art technischer Leiter bei der Gold and Stock Reporting Telegraph Co. und verbesserte technisch die Telegrafen zur Übermittlung der aktuellen Goldpreise an Händler. Ferner setzte er seine Arbeit als Illustrator für Fachzeitschriften fort und erstellte die erste Ausgabe seines Werkes The Modern Practice of the Electric Telegraph, welches später ein Standardhandbuch der Branche wurde.
1869 lernte Pope den damals mittellosen 22-jährigen Thomas Alva Edison kennen, verschaffte diesem eine Arbeit und nahm ihn in seine Familie auf. Thomas Alva Edison hatte zuvor auch schon als Telegrafenbediener gearbeitet und sich mit Verbesserungen der Telegrafentechnik beschäftigt. Pope gründete später im Jahr ein Unternehmen, an dem Edison und James Ashley, der Herausgeber der Fachzeitschrift The Telegrapher, beteiligt waren. Pope und Edison führten in ihrem Unternehmen Pope, Edison & Co. als angeblich erste Personen die Berufsbezeichnung Electrical Engineers und erwarben gemeinsam die Patente 102.320 und 103.924 für verbesserte Telegrafen mit Druckvorrichtungen. Ein weiterer von Edison und Pope entwickelte Drucktelegraf sollte speziell für die Bedienung durch Privatpersonen oder kleine Unternehmen ohne Fachpersonal geeignet sein. Gemeinsam mit weiteren Partnern wurde für dieses Marktsegment die American Printing Telegraph Co. gegründet. Das gemeinsame Unternehmen Pope, Edison & Co. wurde Ende 1870 wieder aufgelöst. Zu einem nicht bekannten Zeitpunkt kam es zu einem persönlichen Zerwürfnis zwischen Pope und Edison, welches Pope wohl nie verarbeitete. Nach Angaben von Edward Covington vertrat Pope später häufig als Gutachter oder Berater Kläger gegen Edison-Unternehmen und relativierte publizistisch Edison zugeschriebene Erfinderleistungen. Auch James Ashley, der dritte Teilhaber der gemeinsamen Firma, schrieb geringschätzige Artikel über Leistungen von Edison und erwähnte ihn schließlich mehrere Jahre überhaupt nicht mehr im The Telegrapher.
Edison verkaufte 1874 die Rechte an einer angeblich von ihm entwickelten Technik, mit der man 4 Nachrichten gleichzeitig über eine Telegrafenleitung übertragen kann, für den damals ungewöhnlichen Preis von 30.000 Dollar, einige Quellen nennen 100.000 Dollar, an Jay Gould, einem Finanzinvestor. Nach heutiger Kaufkraft ist das in einer Größenordnung von Millionen Dollar einzuschätzen. Möglicherweise sahen sich Pope und Ashley als geistige Miturheber der Technik. Der genaue Grund des Zerwürfnisses von Pope und Ashley mit Edison ist jedoch nicht bekannt.
In den 1870er Jahren erwarb Pope Patente für elektrische Signalanlagen für Eisenbahnen, daneben setzte er seine Tätigkeit als Illustrator und Autor von Fachbüchern und Fachartikeln fort.
1875 wurde er Patentexperte für die Gold and Stock Telegraph Company und damit einer der ersten Unternehmensberater mit diesem Spezialgebiet. Im weiteren Verlauf seiner Karriere wurde Pope auf diesem Gebiet ein hoch bezahlter angesehener Experte der USA. Er arbeitete für Unternehmen wie Postal Telegraph, Westinghouse und American Bell Telephone. Tätigkeiten als Gerichtsgutachter in Patentangelegenheiten kamen hinzu.
In den 1880er Jahren übernahm Pope auch den Posten des Herausgebers der Fachzeitschrift The Electrical Engineer und war ab 1886 Präsident des American Institute of Electrical Engineers.
Franklin Leonard Pope starb 1895 im Alter von 54 Jahren in seinem Wohnort durch einen Stromschlag, als er nach einem Unwetter die von ihm konstruierte elektrische Energieversorgung des Ortes reparieren wollte. Der Tod des renommierten Pope durch einen Stromunfall löste Aktivitäten zur Verbesserung der Sicherheit elektrotechnischer Anlagen in der Elektrobranche der USA aus.

## Popes Rolle für den Aufstieg von Thomas Alva Edison
Popes Tätigkeit als begabter Zeichner brachte ihn in Kontakt mit zahlreichen Unternehmen der Elektrobranche im Raum New York und mit Fachzeitschriften, die ihn mit der Anfertigung von Zeichnungen für Patentanmeldungen oder für Fachartikel beauftragten. Pope und sein damaliger Freund Edison verfügten dadurch über eine für die Zeit um 1870 ungewöhnliche Informationsfülle über den Stand der Technik. Mehrere Personen, die später die Expansion der Edison-Unternehmen finanziell und juristisch organisierten, lernte Edison in dieser Zeit durch die Kontakte von Pope kennen. Durch die intensive Beschäftigung von Pope mit Patentrecht und Patentierungsproblemen sowie seine Arbeit für Zeitungen erlernte auch Edison die Nutzung von Patenten und Medien zur Förderung von Geschäftszielen. Pope war 7 Jahre älter als Edison und verfügte über vielseitige Begabungen und eine bessere Bildung. Er hatte bereits eine Familie gegründet und in seiner Berufslaufbahn Führungsaufgaben und Verantwortung übernommen. Ein Einfluss auf die Entwicklung der Persönlichkeit von Edison wird von einigen Edison-Biografen vermutet.
Edison war 1869, als er auf Pope traf, ein mittelloser Telegrafenbediener und Tüftler auf Jobsuche, der von den Zeitungen nicht beachtet wurde. Pope soll ihm zeitweise 50 Cent täglich für sein Auskommen gegeben haben. 1871 konnte Edison eine Familie gründen und ein Haus kaufen. Bereits 1874 verfügte er offenkundig über große Finanzmittel, war in der Telegrafenbranche gut bekannt, Fachzeitschriften berichteten über ihn und Finanzinvestoren beobachteten seine Leistungen auf dem Gebiet der Telegrafentechnik. Diese signifikante Entwicklung hätte ohne das Zusammentreffen mit Pope so kaum stattgefunden. James Ashley, der in seiner Zeitschrift The Telegrapher Werbung für die Firma Pope, Edison & Co., an der er beteiligt war, machte, trug zum gestiegenen Bekanntheitsgrad von Edison in dieser Zeit bei.

## Popes Rolle bei der Entstehung der Göbel-Legende
Pope publizierte am 25. Januar 1893 als Titelgeschichte des The Electrical Engineer einen Artikel mit dem Titel The Carbon Filament Lamp of 1859—The Story of an Overlooked Invention („Die Kohlefadenlampe von 1859 – Die Geschichte einer übersehenen Erfindung“). In diesem Artikel spricht Pope Thomas Alva Edison die Erfindung der modernen, dauerhaft nutzbaren elektrischen Glühlampe mit hochohmigem Kohlefaden ab und schreibt sie dem in Deutschland geborenen Heinrich Göbel zu, dem die Lösung nach Pope bereits 20 Jahre vor Thomas Alva Edison gelungen sein soll. Die Informationen aus dem Artikel des renommierten Franklin Pope wurden von zahlreichen anderen Zeitungen in den USA und Europa übernommen. Dieser Artikel vom Januar 1893 wurde dadurch die publizistische Ur-Quelle der Göbel-Legende.
Der Artikel gilt heute als unhaltbar. Es wird vermutet, dass der Inhalt durch das nicht verarbeitete persönliche Zerwürfnis mit Edison motiviert war. Der Artikel wurde auch von späteren Technikhistorikern als gut recherchierter journalistischer Fachartikel fehlgedeutet. Dadurch wurde eine lang andauernde Fehleinschätzung der Rolle Heinrich Göbels bei der Glühlampenerfindung insbesondere in Deutschland ausgelöst. Noch 2006 gab das Deutsche Museum den Artikel als Quelle für Göbel-Leistungszuschreibungen an.
Pope zog seinen Artikel nie zurück, obwohl bereits im Erscheinungsjahr Zweifel an Leistungen Heinrich Göbels in anderen Zeitungsberichten und in Gerichtsverfahren aufkamen.
Edward Covington weist darauf hin, dass Pope in der 1894 erschienenen zweiten Auflage seines Buches Evolution of the Electric Incandescent Lamp („Entwicklungsgeschichte der Glühlampe“) Heinrich Göbel mit keinem Wort erwähnt, den er ein Jahr zuvor noch zum Erfinder der Glühlampe ausgerufen hatte.